# Potok Musulinski
Potok Musulinski je naselje u Republici Hrvatskoj, u sastavu Grada Ogulina, Karlovačka županija.

Zaseoci Musulinski Potok i Bjelsko naseljeni su sekundarnim seobama s područja Gomirja u 17.st., ili Mrkoplja i Ravne Gore u 18.stoljeću.

U 19. st. kao posljedica dioba velikih zadruga naseljeni su Ponorac i Debeli Lug iz Krakara (Drežnica), a Brezno Drežničko iz Drežnice, Modruša i Kunića .

 
Rudolfova cesta od 1874. g. prolazi uglavnom šumom od Soviljice, Žnjidavca do Tisovca Jasenačkog. Bjelsko je jedini zaselak uz tu cestu, a poznat je kao baza za uspon na Klek. U Bjelskom je i geomorfološki spomenik (Visi)baba, bizarna kamena stršeća stijena visoka 9m.

## Stanovništvo
Prema popisu stanovništva iz 2001. godine, naselje je imalo 126 stanovnika te 44 obiteljskih kućanstava.
| broj stanovnika |       |       | 245   | 564   | 657   | 669   | 708   | 870   | 495   | 484   | 462   | 232   | 176   | 145   | 126   | 91    | 84    |
|                 | 1857. | 1869. | 1880. | 1890. | 1900. | 1910. | 1921. | 1931. | 1948. | 1953. | 1961. | 1971. | 1981. | 1991. | 2001. | 2011. | 2021. |